# بورنیک
بورنیک (به آلمانی: Börnicke) یک منطقهٔ مسکونی در آلمان است که در ناون واقع شده‌است. بورنیک ۷۶۴ نفر جمعیت دارد.